# شيرمان فيرغسون
شيرمان فيرغسون (بالإنجليزية: Sherman Ferguson)‏ هو معلم موسيقى أمريكي، ولد في 31 أكتوبر 1944 في فيلادلفيا في الولايات المتحدة، وتوفي في 22 يناير 2006 في La Crescenta-Montrose, California ‏ في الولايات المتحدة.

## وصلات خارجية
- شيرمان فيرغسون على موقع ميوزك برينز (الإنجليزية)
- شيرمان فيرغسون على موقع أول ميوزيك (الإنجليزية)
- شيرمان فيرغسون على موقع ديسكوغز (الإنجليزية)